# Phrae (thị xã)
Thị xã Phrae (อำเภอเมืองแพร - amphoe mueang Phrae) là tỉnh lỵ của tỉnh miền Bắc Thái Lan là Phrae. 
Kinh tế của thị xã Phrae chủ yếu là làm nông nghiệp, nhất là lúa nước. Thị xã rộng 756,1 km² và có 123.811 dân (năm 2005).

## Địa lý
Các huyện giáp ranh (từ phía tây nam theo chiều kim đồng hồ): Sung Men, Long, Nong Muang Khai, Rong Kwang thuộc tỉnh Phrae, Na Muen thuộc tỉnh Nan, Tha Pla thuộc tỉnh Uttaradit.

## Hành chính
Huyện này được chia thành 20 phó huyện (tambon), các đơn vị này lại được chia ra thành 157 làng (muban). 
| STT | Tên         | Tên tiếng Thái | Số làng | Dân số |
| --- | ----------- | -------------- | ------- | ------ |
| 1   | Nai Wiang   | ในเวียง         | -       | 17.971 |
| 2   | Na Chak     | นาจักร          | 8       | 6.381  |
| 3   | Nam Cham    | น้ำชำ           | 4       | 1.769  |
| 4   | Pa Daeng    | ป่าแดง          | 10      | 5.147  |
| 5   | Thung Hong  | ทุ่งโฮ้ง          | 7       | 6.397  |
| 6   | Mueang Mo   | เหมืองหม้อ       | 12      | 9.301  |
| 7   | Wang Thong  | วังธง           | 5       | 2.683  |
| 8   | Mae Lai     | แม่หล่าย         | 6       | 4.662  |
| 9   | Huai Ma     | ห้วยม้า          | 14      | 6.964  |
| 10  | Pa Maet     | ป่าแมต          | 14      | 12.181 |
| 11  | Ban Thin    | บ้านถิ่น          | 8       | 6.910  |
| 12  | Suan Khuean | สวนเขื่อน        | 10      | 5.635  |
| 13  | Wang Hong   | วังหงส์          | 7       | 3.531  |
| 14  | Mae Kham Mi | แม่คำมี          | 11      | 7.815  |
| 15  | Thung Kwao  | ทุ่งกวาว         | 6       | 6.157  |
| 16  | Tha Kham    | ท่าข้าม          | 5       | 2.522  |
| 17  | Mae Yom     | แม่ยม           | 4       | 2.028  |
| 18  | Cho Hae     | ช่อแฮ           | 10      | 7.281  |
| 19  | Rong Fong   | ร่องฟอง         | 4       | 3.703  |
| 20  | Kanchana    | กาญจนา         | 9       | 4.773  |